# Верхнеколчуринское сельское поселение
Верхнеколчуринское сельское поселение — сельское поселение в Алькеевском районе Татарстана.
Административный центр — село Верхнее Колчурино.
В состав поселения входит 4 населённых пункта.

## География
Расположено на западе района. Граничит с Кошкинским, Староматакским, Старохурадинским, Чувашско-Бурнаевским сельскими поселениями и Спасским районом.
Крупнейшие реки — Инча (бассейн Малого Черемшана), Утка.
По территории проходит автодорога Нижнее Алькеево – Верхнее Колчурино – Кузнечиха.

## Административное деление
- с. Верхнее Колчурино - 215 чел. (2010)
- дер. Катюшино - 24 чел.
- дер. Нижнее Колчурино - 319 чел.
- дер. Юксул - 2 чел.

## Население
| 2002 | 2010 | 2011 | 2012 | 2013 | 2014 | 2015 |
| ---- | ---- | ---- | ---- | ---- | ---- | ---- |
| 586  | ↘564 | ↘562 | ↘560 | ↗564 | ↘551 | ↘546 |
| 2016 | 2017 | 2018 |      |      |      |      |
| ↗547 | ↘536 | ↘527 |      |      |      |      |

## Границы поселения
Граница Верхнеколчуринского сельского поселения по смежеству с Кошкинским сельским поселением проходит от узловой точки 26, расположенной в 3,7 км на восток от села Татарское Тюгульбаево на стыке границ Верхнеколчуринского, Кошкинского и Староматакского сельских поселений, по юго-западной границе лесного квартала 67 Базарно-Матаковского участкового лесничества государственного бюджетного учреждения Республики Татарстан «Алькеевское лесничество», затем идет 300 м по северо-западной границе лесного квартала 70 данного лесничества, далее по северной границе лесных кварталов 69, 68 данного лесничества, по западной границе лесного квартала 68 данного лесничества, по северо-восточной, западной и юго-западной границам лесного квартала 71 данного лесничества, по южной границе лесного квартала 73 данного лесничества, по северо-западной границе лесного квартала 74 данного лесничества, далее идет по сельскохозяйственным угодьям 400 м на юго-запад, затем на северо-запад 1,0 км, затем 2,3 км по лесополосе, 800 м по сельскохозяйственным угодьям до северо-восточного угла лесного квартала 13 Чернореченского участкового лесничества государственного бюджетного учреждения Республики Татарстан «Алькеевское лесничество», затем идет 200 м по северной границе лесного квартала 13 данного лесничества, пересекает его на юго-запад 800 м до лесного квартала 14 данного лесничества, идет по восточной границе лесного квартала 14 данного лесничества на юго-запад 600 м, далее пересекает данный лесной квартал на юго-запад 400 м до узловой точки 27, расположенной в 2,3 км на запад от деревни Катюшино на стыке границ Верхнеколчуринского, Кошкинского сельских поселений и Спасского муниципального района.

Граница Верхнеколчуринского сельского поселения по смежеству со Староматакским сельским поселением проходит от узловой точки 26 ломаной линией в восточном направлении по северо-западной, северной, северо-восточной границам лесного квартала 67 Базарно-Матаковского участкового лесничества государственного бюджетного учреждения Республики Татарстан «Алькеевское лесничество», поворачивает на юго-восток и идет 1,3 км по северной границе лесной полосы до лесного квартала 76, затем проходит по западной, северной границам лесных кварталов 76, 77, 78 данного лесничества до узловой точки 25, расположенной в 2,3 км на юго-запад от поселка Новая Сихтерма на стыке границ Верхнеколчуринского, Староматакского и Старохурадинского сельских поселений.

Граница Верхнеколчуринского сельского поселения по смежеству со Старохурадинским сельским поселением проходит от узловой точки 30, расположенной в 700 м на восток от деревни Нижнее Колчурино на стыке границ Верхнеколчуринского, Старохурадинского и Чувашско-Бурнаевского сельских поселений, на северо-запад 1,7 км по сельскохозяйственным угодьям, пересекая реку Инчу и пересыхающий ручей, до юго-восточного угла лесного квартала 79 Базарно-Матаковского участкового лесничества государственного бюджетного учреждения Республики Татарстан «Алькеевское лесничество», затем идет на северо-запад по восточной границе лесных кварталов 79, 78 данного лесничества до узловой точки 25.

Граница Верхнеколчуринского сельского поселения по смежеству с Чувашско-Бурнаевским сельским поселением проходит от узловой точки 30 на юг 850 м, на юго-запад 800 м по сельскохозяйственным угодьям и 2,2 км по лесополосе, далее идет на юго-восток по восточной границе лесной полосы 600 м до северо-восточного угла лесного квартала 35 Чернореченского участкового лесничества государственного бюджетного учреждения Республики Татарстан «Алькеевское лесничество», пересекая автодорогу Нижнее Алькеево — Чувашское Бурнаево — Верхнее Колчурино, затем идет ломаной линией на юго-запад по восточной, южной и западной границам лесных кварталов 35, 37, 36 данного лесничества, поворачивает на юго-запад и проходит 3,4 км по сельскохозяйственным угодьям, идет по южной границе лесных кварталов 23, 22 Чернореченского участкового лесничества государственного бюджетного учреждения Республики Татарстан «Алькеевское лесничество», поворачивает на юг и идет 1,0 км по сельскохозяйственным угодьям до северо-восточного угла лесного квартала 27 Чернореченского участкового лесничества государственного бюджетного учреждения Республики Татарстан «Алькеевское лесничество», проходит по восточной, южной и юго-западной границам лесного квартала 27 до узловой точки 28, расположенной в 2,5 км на юго-запад от деревни Юксул на стыке границ Верхнеколчуринского, Чувашско-Бурнаевского сельских поселений и Спасского муниципального района.

Граница Верхнеколчуринского сельского поселения по смежеству со Спасским муниципальным районом проходит от узловой точки 28 по границе Алькеевского муниципального района до узловой точки 27.